# 佐藤三郎 (陆军中将)
佐藤三郎（1881年5月28日—1964年10月5日）日本山形县人，日本陸軍軍人。最終军階为陸軍中将。

## 生平
佐藤三郎是佐藤丑松的第三个儿子。1902年11月，毕业于陸軍士官学校（14期）。翌年6月，升步兵少尉，任步兵第32連隊付。后来任陸軍户山学校付。1912年11月，毕业于陸軍大学校（24期）。
此后，历任陸軍士官学校教官、参謀本部員、日本驻中国公使館付武官補佐官、参謀本部員、兼任陸軍大学校教官、参謀本部付（驻上海）、参謀本部課長、出访欧洲、步兵第46連隊長、第3師团司令部付（驻济南）。1929年8月，升为陸軍少将。
此后，历任日本驻中国公使館副武官、近衛步兵第2旅团長。1933年8月，升为陸軍中将。此后历任参謀本部付、第2独立守備隊司令官、参謀本部付。1935年9月，被编入预備役。之後，曾任北支新民学院副校長、新民会顧問。